# Philipp Schütz
Johann Philipp Schütz (* 4. August 1796 in Bad Camberg; † 26. Mai 1864 in Meran) war ein deutscher römisch-katholischer Priester und Mitglied der Deputiertenkammer der Landstände des Herzogtums Nassau.

## Leben
Philipp Schütz war ein Sohn des Metzgers Johannis Schütz (1772–1842) und dessen Ehefrau Charlotte.
Nach dem Studium der Theologie wurde er 1820 in Mainz zum Priester geweiht und anschließend Kaplan in Bad Camberg und Wiesbaden, bevor er dort 1825 zum Stadtpfarrer ernannt wurde. 1827 wurde er Dekan des neuerrichteten Landkapitels Wiesbaden.
In Eltville wurde er Stadtpfarrer und zugleich als bischöflicher Kommissar Domkapitular von Limburg.
Vom 2. April 1834 bis 1848 war er als Nachfolger von Bischof Jakob Brand Mitglied der Deputiertenkammer des Nassauischen Landtags.
Von 1837 bis 1845 war er deren Präsident.
Als der Limburger Bischof Bausch 1840 starb, war Schütz der Kandidat der nassauischen Regierung für dessen Nachfolge, da er als Garant für den ungestörten Erhalt des Staatskirchentums galt. Seine Position stand im Gegensatz zu anderen führenden Katholiken des Herzogtums, unter ihnen Hubert Corden und Moritz Lieber. Schließlich verzichtete Herzog Adolf auf seinen missliebigen Kandidaten Schütz.
1852 wurde Schütz als Vertreter des Bischofs Johann Wilhelm Bausch Mitglied der Ersten Kammer des Nassauischen Landtags.
Aus gesundheitlichen Gründen musste er 1853 auf alle Ämter verzichten.
Er zog – möglicherweise wegen seiner Beschwerden – nach Meran, wo er am 26. Mai 1864 verstarb.